# Melanis unxia
Melanis unxia is een vlindersoort uit de familie van de prachtvlinders (Riodinidae), onderfamilie Riodininae.
Melanis unxia werd in 1853 beschreven door Hewitson.